# エリーズ・ペリー
エリーズ・アレクサンドラ・ペリー（英: Ellyse Alexandra Perry、1990年11月3日 - ）は、オーストラリア・シドニー出身のクリケット、サッカー選手。クリケットオーストラリア女子代表。ポジションはオールラウンダー。16歳の時にクリケットオーストラリア女子代表とサッカーオーストラリア女子代表に選出された。

## 概要
女子クリケットを代表する選手の一人。クリケットのバイブルとして知られるウィズデン・クリケッターズ・アルマナックによって、2010年を代表する5人のクリケット選手に女子選手として唯一選出された。